# Сообщество Христа

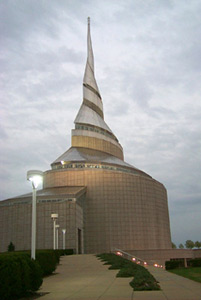
Храм Сообщества Христа в Индепенденсе, Миссури, США. Освящён в 1994

Сообщество Христа (англ. Community of Christ, в 1872—2001 известно как Реорганизованная церковь Иисуса Христа Святых последних дней, Reorganized Church of Jesus Christ of Latter Day Saints, RLDS) — международная религиозная организация со штаб-квартирой в США. По мнению сторонников, основана в апреле 1830. Официальная миссия церкви звучит следующим образом: «свидетельствовать об Иисусе Христе и поддерживать в обществе радость, надежду, любовь и мир». Сообщается приблизительно о 250 тыс. верующих в 50 странах.
Сообщество Христа является частью движения святых последних дней, основанного Джозефом Смитом-младшим. Сообщество происходит от той группы, которая во время кризиса преемника поддержала Джозефа Смита Третьего.
Сообщество Христа в основном следует нелитургической традиции богослужения, в целом основанной на пересмотренных правилах католического богослужения. Находящееся в Индепенденсе, Миссури, церковное руководство проповедует евангелизм, мир и справедливость, духовность и целостность, миссионерскую работу и социально-ориентированную благотворительность. Церковное учение подчёркивает, что «все признаны достойными разделить мир Христов».

## Организация
Сообщество Христа возглавляется Первым президентством, состоящим из президента и двух советников. Президент считается пророком. Церковные службы управляются Советом двенадцати апостолов, а храмы — председательствующим епископством. Все вместе эти кворумы составляют Мировой церковный руководящий совет.
Среди других руководящих должностей: председательствующий евангелист, старший президент семи президентов семидесяти апостолов, президент кворума высокого священства. Каждые три года (до 2007 — каждые два года) представители церковных подразделений со всего мира встречаются для голосования по важным вопросам на Всемирной конференции.

## История
Ранее известная как Реорганизованная церковь Иисуса Христа Святых последних дней, эта деноминация считает себя воплощением первоначальной церкви основанной в 1830 году Джозефом Смитом-младшим, ссылаясь на то, что Джозеф Смит III, старший сын Смита-младшего, был его законным преемником.
Церковь была «юридически создана 6 апреля 1830 года, в городе Файетт, Нью-Йорк». Формально, реорганизация произошла 6 апреля 1860 года, в Амбой, Иллинойс, как Церкви Иисуса Христа святых последних дней, с добавлением слова Реорганизованная к церковному имени в 1872 году.
Содружество Христа сегодня считает период с 1830 года по 1844 год частью свой ранней истории, а период с 1844 года, времени смерти основателя,  периодом дезорганизации до 1860. С 1844 года учения и практики Содружества Христа развивались отдельно от других деноминаций Движения святых последних дней. С 1960-х, в связи с миссионерской деятельностью за пределами Северной Америки, внутрицерковными процессами, и развитием церкви в других мировых культурах, произошла переоценка и постепенная эволюция служения и основ веры. Некоторые изменения включали в себя рукоположение женщин в священство, открытое причастие, и изменение традиционно употребляемого названия церкви, с Реорганизованная Церковь Иисуса Христа Святых последних дней, на ныне существующее имя (Содружество Христа) в апреле 2001.
Церкви принадлежит два храма, Киртландский храм, основанный в 1836 в Киртланде, штат Огайо (имеющий значение исторического места), и относительно новый Храм в Индепенденсе, штат Миссури, который служит штаб квартирой всемирной церкви. Эти комплексы открыты для общественности, а также используются для обучения и собраний. Церковь также владеет и управляет некоторыми историческими местами Святых последних дней в Фар-Уэсте, штат Миссури, Ламони, штат Айова, а также Плано и Наву, штат Иллинойс.
В Аудиториуме (административное здание и место для собраний), расположенном в Индепенденсе, штат Миссури, размещается Детский павильон для обучения детей принципам миротворчества и справедливости. Аудиториум также используется для проведения законодательных собраний Содружества Христа, известных как Всемирная Конференция. Церковь спонсирует Грейслендский университет, который имеет кампусы в Ламони и Индепенденсе. В последнем расположена школа медсестринского дела и Семинария Содружества Христа.

## Видение и миссия
Сегодняшние взгляды и миссия Содружества Христа были первоначально утверждены в 1996 руководящими кворумами лидеров церкви, и провозглашают мир и справедливость центром служения этой конфессии. В декларации о своей миссии церковь говорит, что «Мы свидетельствуем об Иисусе Христе, и способствуем созданию общин радости, надежды, любви, и мира», «Мы следуем миссии Христовой, как нашей собственной, посредством пяти миссионерских инициатив: Приглашать людей к Христу (Христова миссия благовествования), Класть конец бедности и прекращать страдания (Христова миссия сострадания), Стремиться к миру на земле (Христова миссия справедливости и мира), Подготавливать подвижников к служению (оснащение отдельных людей для выполнения ими Христовой миссии), Наделять общины опытом в осуществлении миссии (оснащение общин для выполнения ими Христовой миссии)».
О видении своего служения церковь заявляет, что: «Мы всемирная церковь, посвятившая себя утверждению мира, примирения, и духовного исцеления».

## Символы веры

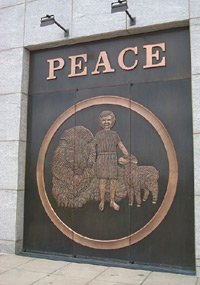
Церковная символика на Храме Индепенденса

Содружество Христа подчеркивает осознание ими того, что «восприятие истины всегда проходит через призму человеческой природы и опыта», в связи с этим, церковь не утверждала официального свода вероучения. Тем не менее, Содружество Христа предлагает ряд общих для содружества взглядов, которых придерживаются члены и лидеры церкви в качестве «общепринятого учения церкви». Документами, выражающими разделяемые членами церкви взгляды, являются «Непреходящие принципы», «Основы веры», «Пять миссионерских инициатив» и т. д. Как сказал Стивен Визи, действующий президент церкви, «Содружество Христа, это церковь, призванная осветить путь, в той же степени, как предоставить пространство для личного духовного путешествия».
Содружество Христа в большинстве своем принимает учение о Троице и другие традиционные христианские взгляды. Концепция Сиона, как одновременно, существующей реальности христианской жизни, и ожидаемого для общества будущего, укоренено в убеждениях Содружество Христа и тесно связано с той ролью, которую занимают мир и справедливость в этой конфессии. Это движение также отличается от большинства других христианских движений своей верой в пророческое водительство лидеров церкви и открытый канон писания (продолжающееся откровение), записываемый в книгу Учения и Заветы, которая регулярно дополняется.

### Бог, Иисус Христос, и Святой Дух
Содружество Христа говорит о «триединстве Бога, отца вечного». Это утверждение характеризует Бога, который объединяет в себе три ипостаси, как Творца и Источник любви, жизни, и истины. Они утверждают, что «Только Бог один достоин богослужения». О Иисусе Христе говорится, что он одновременно и Спаситель, и живое выраженье Божье, который жил, умер, и был воскрешен. Как подчеркивает название этой деноминации, Иисус Христос является центральной фигурой для её членов, в их наставлении как его последователей, а также в богослужении. Теологи Содружества Христа говорят, что «Иисус Христос есть слово ставшее плотью, одновременно, имеющий полностью человеческую и полностью божественную природу». Дух Святой описывается как «продолжающееся присутствие Божье в мире», и как источник божественного вдохновения.

### Мир
Храмы в Индепенденсе и Киртленде, — места образования и богослужения открытые для всех людей. В соответствии с ролью Содружества Христа как «церкви мира и справедливости», Храм в Индепенденсе был «посвящён утверждению мира на земле». Каждый день в 13.00 в Храме Индепенденса проводится ежедневная молитва о мире. Каждый день в 13.00 молитва за мир также проводится в Киртлендском Храме. Кроме того, Международная Премия Мира Содружества Христа вручается ежегодно начиная с 1993 года (кроме 1996).
Призыв к «миру, примирению, и духовному исцелению» является животрепещущей темой в Содружестве Христа и находит своё отражение в официальном заявлении о миссии и служении церкви. Богословские постулаты церкви подчеркивают, что «как последователи Христа, движимые верой в ценность каждой личности, и важность построения справедливого общества, мы посвящаем нашу жизнь утверждению мира и справедливости для всех людей». Церковь учредила службу осуществляющую поддержку служений мира и справедливости, которая находится в её штаб квартире, целями создания службы являются разработка материалов, образование и организация взаимодействия. Коллоквиум Мира является основной конференцией посвящённой вопросам мира и справедливости, и проводится ежегодно в штаб квартире Содружества Христа. Содружество Христа содействует Клубу Молодых Миротворцев, как средству, направленному на обучение и продвижение идей мира и справедливости среди детей во всем мире. В 2008 году, церковь создала организацию под названием «Взаимодействие во имя мира», цель которой «построить глобальное движение, которое позволит отдельным людям объединится вместе на основе интереса, чувства призвания, и взаимного сопереживания делу миротворчества, что во многом лучше, чем быть разобщёнными из-за обстоятельств и географических ограничений».

### «Ценность каждой личности»
Учение церкви о «ценности каждой личности» в Содружестве Христа одно из наиболее упрочившихся убеждений. Содружество Христа провозглашает что «Бог любит каждого из нас одинаково и без всяких условий. Все люди значимы и должны быть уважаемы как Божьи творения, обладающие основными правами человека. Готовность любить и приятие других является неотъемлемой частью следования посланию Христа». Осознавая то, что Священное Писание иногда использовалось с целью изолирования и притеснения некоторых категории людей, церковь включила это убеждение в книгу «Учения и Заветы» в 2007 году: «Это противно Богу, когда какой-либо отрывок из писания используется для угнетения народов, полов, тех или иных групп людей. Множество жестоких действий были совершены в отношении некоторых возлюбленных детей Божьих в результате злоупотребления Писанием. Церковь призвана признаться и раскаяться в подобных подходах и поступках».
«Ценность Каждой Личности» является один из «Непреходящих Принципов» церкви:
• Бог рассматривает всех людей, как имеющих неоценимое и равное достоинство • Бог хочет, чтобы все люди ощущали цельность тела, разума, души и взаимоотношений • Мы стремимся поддерживать и восстанавливать достоинство всех людей
• Мы присоединяемся к Иисусу Христу в несении благой вести неимущим, больным, пленённым и угнетённым

### Откровение и пророческая водимость лидеров
Вера в продолжающееся божественное откровение является отличительной чертой церкви. Содружество Христа утверждает, что «Процесс посредством которого Бог являет свою волю и любовь называется откровением. Бог продолжает являть себя ныне также, как и в прошлом. Бог открывает нам себя через писание, содружество верующих, молитву, природу, а также в человеческой истории».
Президент Содружества Христа иногда упоминается в качестве Пророка или Пророка-Президента. Президент церкви действует подобно пророку, когда время от времени доводит вдохновенное наставление или вдохновенные послания к церкви. Это, как правило, краткие тексты несущие воодушевление, наставление, и указание для церкви. Когда вдохновенное послание (отраженное в том или ином документе), представлено Всемирной Конференции президентом церкви, начинается детально разработанный процесс его рассмотрения. Каждый церковный кворум и несколько собраний лидеров рассматривают документ, и голосуют за или против него. Кворумы обычно голосуют в большинстве своем в пользу представленных к рассмотрению документов, порою и единогласно. Процесс рассмотрения включает в себя также дебаты, иногда большинство может вернуть вдохновенный документ назад президенту, для продолжения размышлений или для разъяснения.
Когда документ передается для обсуждения на уровне Всемирной Конференции и начинаются дебаты, президент уходит из помещения чтобы обеспечить более беспристрастное рассмотрение. Всемирная Конференция может проголосовать за включение документа в качестве нового параграфа в Учения и Заветы, которые рассматриваются этой деноминацией также как священное писание. Если делегаты Всемирной Конференции поддержат вдохновенный документ, традицией церкви является давать право проголосовать всем не-делегатам присутствующим на конференции. Это единственный случай когда не-делегатам разрешено голосовать по поводу вопросов рассматриваемых Всемирной Конференцией. Посредством этого, Пророк Церкви может увериться в том что наибольшее количество представителей членов церкви поддерживает вдохновенный документ.

### «Все призваны»
Содружество Христа часто подчеркивает, что «все призваны в соответствии с дарами Божьи данными им» (Учения и Заветы 119:8b). Опубликованные основы веры провозглашают что "Все мужчины, женщины, молодёжь, и дети обладают дарами и способностями чтобы изменять жизнь к лучшему и стать частью Христовой миссии. Некоторые призваны выполнять определенные обязанности как посвящённые в духовный сан служители (священство) церкви. Церковь обладает широким кругом служителей посредством призвания и рукоположения как мужчин, так и женщин.
«Все Призваны» является одним из «Непреходящих Принципов» церкви, который утверждает, что:
• Бог милостиво даёт людям дарования и возможности делать добро и участвовать осуществлении Божьих целей
• Иисус Христос приглашает людей следовать за ним, становясь подвижниками, разделяющими его жизнь и служение
• Некоторые подвижники призываются и посвящаются
• Мы, с преданностью, отвечаем, с помощью Святого Духа, нашему наилучшему пониманию Божьего призвания

### Священство
Почти каждый 10-й член церкви имеет священство. Они, — прежде всего неоплачиваемые служители церкви. Церковь обладает небольшой группой профессиональных служителей, которые обычно служат как администраторы, финансовые служащие или миссионеры. Члены священства призваны преподавать и проповедовать евангелие или «благую весть» Иисуса Христа. Служение церкви на общинном уровне осуществляется посредством местных членов священства и членами общин. В большинстве общин пастор (пасторы) и другие выборные и назначенные лидеры осуществляют своё служение безвозмездно. Право женщин иметь священство было признано церковью в 1984 году, так как церковь приняла то что почувствовали и решили делегаты конференции, как волю Божью.

### Спасение
Богословы Содружества Христа предлагают свои теологические воззрения относительно принципа спасения на рассмотрение членов церкви, но конфессия не ожидает от своих членов строгого им следования в подобных вопросах. Группа богословов представила церкви своё видение, в соответствии с которым, спасение и жизнь вечная являются дарами, и что через крещение и следование Христу, осуществленное как отклик на Евангелие, мы становимся новыми людьми.

## Таинства
Члены церкви в большинстве своем верят, что таинства являются выражением постоянного присутствия Божьего в жизни церкви, её членов и священства. Таинства рассматриваются как метафорические действия, предназначенные для создания и обновления духовных отношений человека с Богом. Таинства представляются как завет с Богом, в ответ на Божью благодать. Содружество Христа осуществляет восемь таинств: крещение, конфирмация, благословение детей, причастие, брак, вспомоществование больному, рукоположение в священство, благословение евангелиста. «Возложение рук» используется в конфирмации, рукоположении в священство, благословении детей, вспомоществовании больным и благословении евангелистом.

## Писание
Содружество Христа относится к Иисусу Христу как к живому Слову Божию. Они считают Библию священным писанием, наряду с Учениями и Заветами, а также, среди некоторых членов, Книгой Мормона. В соответствии со взглядами Содружества Христа на писание, оно должно быть «разумно интерпретируемо и добросовестно применено». Церковь видит Учения и Заветы, а также Книгу Мормона, как «дополнительное свидетельство о Христовой миссии и Божьей любви». Содружество Христа понимает писание как вдохновенное изложение Божьей деятельности среди людей. Признавая писание как откровение Божье, члены церкви, как правило, не считают, что оно буквально содержит «слова Бога». В слове наставления церкви Президента Стивена Визи от 2007 года, сейчас включенного в Параграф 163:7a-b Учений и Заветов, предлагается что «Писание, это важнейшее свидетельство о Предвечном Источнике света и истины, которое не может в полной мере заключаться в какой-либо ограниченной форме или языке. Писание было написано и обрело форму посредством авторов, которые являлись людьми, через испытанное ими откровение и непрекращающееся вдохновение Духа Святого, а также, в контексте времени и культуры в которой эти авторы жили. Писание не предназначено для того чтобы ему поклонялись или обоготворяли. Только Бог, Отец Вечный, о ком писание и свидетельствует, достоин поклонения. Божья сущность, явленная в Иисусе Христе и подтвержденная Духом Святым, дает нам исходное понимание мерила, посредством которого любая часть священного писания должна быть интерпретирована и использована».
Понимание писания занимает важное место в теологии Содружества Христа. Параграф 163 Учений и Заветов Содружества Христа утверждает: «Писание, пророческое водительство, знание, и проницательность, в общине верующих, должны идти рука об руку для выявления истинной воли Божьей». Богословы Содружества Христа сформулировали девять утверждений относительно писания, преамбула которых гласит: «Писание является проводником божественного водительства и вдохновенного понимания жизни, когда оно ответственно интерпретировано и добросовестно используется. Писание помогает нам в вере в Иисуса Христа. Его свидетельство ведёт нас к жизни вечной и подвигает нас расти духовно, преобразить нашу жизнь, и принимать активное участи в жизни и служении церкви.»

### Библия
Как и остальное христианство, Содружество Христа считает Библию священным писанием. Ветхий и Новый завет используется членами церкви как в богослужениях, так и в самостоятельных занятиях. Церковь поощряет молитвенное размышление о содержании и важности Библейских отрывков. «Если же у кого из вас недостает мудрости, да просит у Бога, дающего всем просто и без упреков, — и дастся ему. Но да просит с верою, нимало не сомневаясь…» (Иакова 1:5-6) это часто цитируемый отрывок из Ветхого Завета, также он был местом писание которое прочитал Иосиф Смит младший, когда он пытался определить, будучи ещё мальчиком, к какой церкви примкнуть. Испытанное им во время размышления над этим местом из писания привело к непосредственной организации Церкви Христа.
Содружество Христа не использует какой-то один перевод Библии. Хотя Иосиф Смит на протяжении своей жизни осуществлял проект по созданию нового перевода или пересмотра версии Библии Короля Джеймса, свои богослужения Содружество Христа основывает на более современных переводах Библии. После смерти Смита, манускрипт с его переводом был сохранен его семьей и перешёл во владение Содружества Христа. Его работа была отредактирована и опубликована церковью как Вдохновенная версия Библии. Большинство официальных публикаций Содружества Христа цитируют отрывки писания из современного перевода (New Revised Standard Version (NRSV). На Украине члены церкви используют как синодальный, так и другие переводы Библии на украинский и русский языки.
Содружество Христа не рассматривает писание, включая Библию, как нечто не имеющее погрешностей. Члены церкви призываются к исследованию и пониманию исторического и литературного контекста Библейских текстов, не воспринимая весь её язык буквально.

### Книга Мормона
Содружество Христа рассматривает Книгу Мормона как дополнительное свидетельство о Иисусе Христе и опубликовало две версии этой книги в своем официальном издательстве «Herald House». Авторизованная редакция основана на оригинале типографской рукописи и второй редакции Книги Мормона от 1837 (Киртлендская редакция). Её содержание подобно Книге Мормона, изданной Церковью Иисуса Христа Святых последних дней, с единственным отличием в версификации. Содружество Христа также издало в 1966 году «Пересмотренную авторизованную редакцию» призванную модернизировать в некоторой степени языковой стиль книги.
В 2001 году, Президент Содружества Христа Грант Макмюррей (W. Grant McMurray), размышляя над растущими вопросами относительно Книги Мормона, сказал: «Надлежащее использование Книги Мормона, как священного писания, подвергалось широкой дискуссии в 1970-х годах и на протяжении последующих лет, с одной стороны в связи с давно возникшими вопросами относительно её историчности, с другой, в связи с пониманием её теологических несоответствий, включая вопросы рас и этнической принадлежности». Во вступлении, которое предшествовало вышесказанному, он сделал оговорку относительно своих утверждений: «Я не могу говорить от имени каждого человека находящегося в нашем содружестве, но, пожалуй, я могу сказать несколько слов от имени самого нашего содружества.»
На Всемирной Конференции Содружества Христа в 2007 году, Президент Стивен Визи (Stephen M. Veazey) отклонил резолюцию о «повторном подтверждении Книги Мормона в качестве боговдохновенного текста» как неуместную и противоречащую правилам рассмотрения. Делая это, он заявил: «в то время как Церковь воспринимает Книгу Мормона как писание, и делает её доступной для изучения и использования на разных языках, мы не пытаемся устанавливать степень использования книги или веры в неё. Эта позиция находится в соответствии с нашей давно установившейся традицией, что вера в Книгу Мормона не используется как тест на сопричастность или членство в церкви».
Официальная позиция церкви говорит следующее о Книге Мормона (Девятое утверждение):
"Наряду с другими христианами, мы утверждаем Библию как основополагающее писание в церкви. В дополнение, Содружество Христа использует Книгу Мормона и Учения и Заветы как писание. Мы не используем эти писания чтобы заменить свидетельство данное Библией или усовершенствовать его, но потому что они подтверждают её послание в том, что Иисус Христос является Живым Словом Божьим (Предисловие Книги Мормона; Учение и Заветы 76:3g). Мы услышали, что Христос говорит во всех трёх книгах писания, и несем свидетельство, что он «жив во веки веков» (Откровение Иоанна 1:18).
Книга Мормона украинскими членами церкви не используется.

### Книга Учение и Заветы
Редакция книги Учение и Заветы Содружества Христа представляет собой растущую работу над писанием, содержащем вдохновенные документы данные через президентов-пророков признанных Содружеством Христа. Она содержит вдохновляющие Христианские послания, такие как этот отрывок, которым поделился прошлый Президент, Грант Мак-Мюррей, в качестве вдохновенного наставления: «Откройте свои сердца и ощутите печали своих братьев и сестер которые одиноки, презираемы, полны страха, пренебрегаемы, нелюбимы. Придите к ним с пониманием, возьмите их руки в свои, и пригласите всех разделить с вами благословения содружества, созданного во имя Того, кто пострадал за всех нас» (Учение и Заветы 161:3a).
Президент Стивен Визи, представил слово наставления к церкви, которое было принято, как писание, 30 марта 2007 года. Этот документ, который в настоящее время официально является Разделом 163 Учения и Заветов, продолжил призывать членов Содружества Христа принимать участие в служениях которые укрепляют мир, а также непосредственно направлены на «продвижение дела мира» и «стремятся следовать Христовому видению мирного Царства Божьего на земле».
В дополнение, 17 января 2010 года, Визи представил своё второе откровение, которое было официально рассмотрено 13 и 14 апреля того же года, и было принято на второй день как Раздел 164 Учения и Заветов. Этот документ дает возможность церкви принимать новых членов, которые были ранее крещены в других церквях, посредством таинства конфирмация, вместо того чтобы проводить водное крещение снова (хотя повторное крещение может быть произведено если человек этого желает). Наставление также подвигает всех членов церкви время от времени размышлять над значением их собственных крещений. Кроме того, церковь призвана ещё в большей степени непосредственно противостоять глобальным проблемам этического характера.

## Количество членов
Количество членов Сообщества Христа в настоящее время (2008) составляет около 250 тыс. человек. По данным на 2006 год, географическое распределение членов церкви выглядело следующим образом: 25 тыс. — Африка, 8 тыс. — Азия, 8 тыс. — Канада, 13 тыс. — Карибские острова, 2,5 тыс. — Европа, 10 тыс. — острова Тихого океана, 3 тыс. — Центральная и Южная Америка, 130 тыс. — США.

Официальные представительства церкви находятся в следующих странах: Австралия, Аргентина, Бельгия, Боливия, Бразилия, Каймановы острова, Канада, Колумбия, Конго-Браззавиль, Конго-Киншаса, Чили, Кот-д'Ивуар, Доминиканская республика, Сальвадор, Фиджи, Франция, Французская Полинезия, Германия, Гуам, Гватемала, Гаити, Гондурас, Венгрия, Индия, Ямайка, Япония, Кения, Республика Корея, Либерия, Малави, Мексика, Нидерланды, Новая Каледония, Новая Зеландия, Нигерия, Норвегия, Папуа Новая Гвинея, Перу, Филиппины, Южная Африка, Испания, Шри-Ланка, Швейцария, Тайвань (Китайская Республика), Украина, Великобритания, США, Венесуэла, Замбия, Зимбабве.
Предполагается, что основным языком более половины активных членов церкви не является английский. Церковь осуществляет перевод своих изданий на следующие языки: французский, испанский, португальский, русский, телугу, кви, сора, таити, чева, чибемба, эфик, лингала, суахили.